# Castilleja ortegae
Castilleja ortegae är en snyltrotsväxtart som beskrevs av Standley. Castilleja ortegae ingår i släktet målarborstar, och familjen snyltrotsväxter. Inga underarter finns listade i Catalogue of Life.